# Titularbistum Aulona
Aulona/Aulon (ital.: Aulona) ist ein Titularbistum der römisch-katholischen Kirche. 
Es geht zurück auf ein Bistum der gleichnamigen antiken Stadt in Illyrien, jetzt Vlora in Albanien. Die Diözese wurde im 5. Jahrhundert als Suffragan des Metropolitansitzes Dyrrhachium (heute Durrës) gegründet und dürfte im 6. Jahrhundert durch Überfälle schwer beschädigt und daher ins sicherere Landesinnere verlegt und als Bischofssitz aufgegeben worden sein. 
| Titularbischöfe von Aulon/Aulona |                                              | |                  |                    |
| Nr.                              | Name                                         | Amt | von              | bis                |
| 1                                | Gregorio Galindo                             | Weihbischof in Saragossa (Spanien) | 20. Februar 1726 | 11. April 1736     |
| 2                                | Mariano José de Escalada Bustillo y Zeballos | Weihbischof in Buenos Aires (Argentinien) | 2. Juli 1832     | 23. Juni 1854      |
| 3                                | John Pius Leahy OP                           | Koadjutorbischof von Dromore (Vereinigtes Königreich Großbritannien und Irland)                                                                            | 19. Juli 1854    | 29. Februar 1860   |
| 4                                | Federico León Aneiros                        | Weihbischof in Buenos Aires (Argentinien) | 2. März 1870     | 25. Juli 1873      |
| 5                                | Francesco Grassi Fonseca                     | | 19. August 1873  |                    |
| 6                                | Santiago Luis Copello                        | Weihbischof in La Plata (Argentinien) | 8. November 1918 | 20. September 1932 |
| 7                                | Jean Larrart MEP                             | 11. Januar 1933 – 13. September 1942 Apostolischer Koadjutorvikar von Guiyang, 13. September 1942 – 11. April 1946 Apostolischer Vikar von Guiyang (China) | 11. Januar 1933  | 11. April 1946     |
| 8                                | Manuel Martín del Campo Padilla              | Koadjutorbischof von León (Mexiko) | 3. August 1946   | 26. Dezember 1948  |
| 9                                | José de Jesús Vargas Martinez                | Weihbischof in Nueva Pamplona (Kolumbien) | 13. Juli 1949    | 18. Dezember 1952  |
| 10                               | Wilhelm Sedlmeier                            | Weihbischof in Rottenburg (Deutschland) | 7. Februar 1953  | 24. Februar 1987   |
| 11                               | Kurt Krenn                                   | Weihbischof in Wien (Österreich) | 3. März 1987     | 11. Juli 1991      |
| 12                               | Lawrence Harold Welsh                        | Weihbischof in Saint Paul and Minneapolis (USA) | 5. November 1991 | 13. Januar 1999    |
| 13                               | Michel Christian Cartatéguy SMA              | Weihbischof in Niamey (Niger) | 18. Mai 1999     | 25. Januar 2003    |
| 14                               | Roger Paul Morin                             | Weihbischof in New Orleans (USA) | 11. Februar 2003 | 2. März 2009       |
| 15                               | Jesús Antonio Lerma Nolasco                  | Weihbischof in Mexiko (Mexiko) | 7. Mai 2009      | 28. September 2019 |
| 16                               | Zdzisław Stanisław Błaszczyk                 | Weihbischof in Rio de Janeiro (Brasilien) | 4. Dezember 2019 |                    |